# Trigg County
Trigg County is een county in de Amerikaanse staat Kentucky.
De county heeft een landoppervlakte van 1.148 km² en telt 12.597 inwoners (volkstelling 2000). De hoofdplaats is Cadiz.

## Bevolkingsontwikkeling

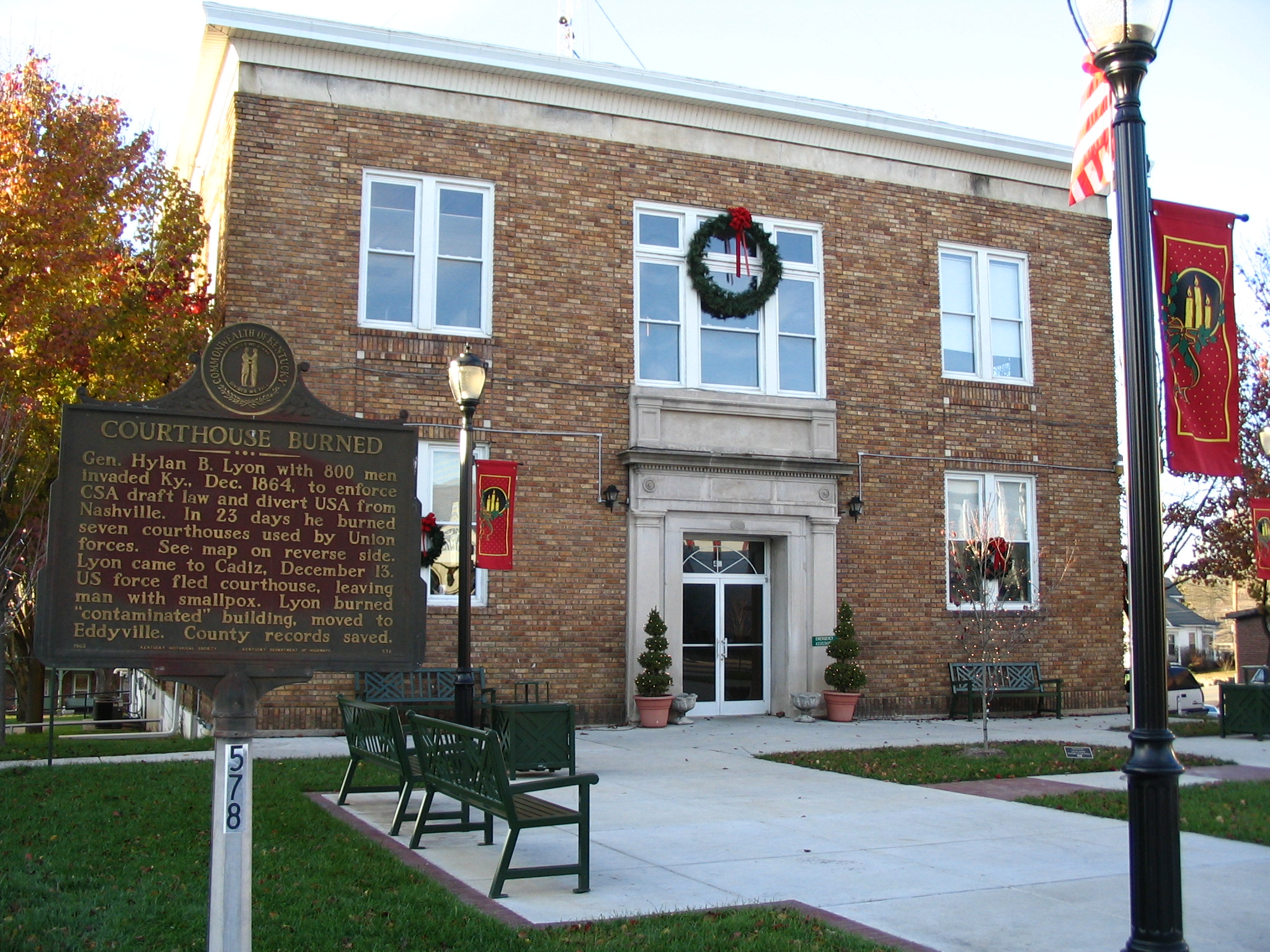
Trigg County Courthouse